# Тім Томас (баскетболіст)
Тімоті Марк Томас (англ. Timothy Mark Thomas, нар. 26 лютого 1977, Патерсон, Нью-Джерсі, США) — американський професіональний баскетболіст, що грав на позиціях легкого форварда і важкого форварда за низку команд НБА.

## Ігрова кар'єра
На університетському рівні грав за команду Вілланова (1996–1997). 
1997 року був обраний у першому раунді драфту НБА під загальним 7-м номером командою «Нью-Джерсі Нетс». Проте професіональну кар'єру розпочав 1997 року виступами за «Філадельфія Севенті-Сіксерс», куди одразу після драфта був обміняний на Кіта Ван Горна. Захищав кольори команди з Філадельфії протягом наступних 2 сезонів.
З 1999 по 2004 рік грав у складі «Мілвокі Бакс», куди разом з Скоттом Вільямсом був обміняний на Джеральда Ганікатта та Тайрона Гілла.
2004 року перейшов до «Нью-Йорк Нікс», у складі якої провів наступний сезон своєї кар'єри.
Наступною командою в кар'єрі гравця була «Чикаго Буллз», за яку він відіграв один сезон.
1 березня 2006 року підписав контракт з «Фінікс Санз», де виступав до кінця сезону. У плей-оф замінював травмованого Амаре Стадемаєра та допоміг команді дійти до фіналу Західної конференції.
2006 року перейшов до «Лос-Анджелес Кліпперс», у складі якої провів наступні 2 сезони своєї кар'єри.
Наступною командою в кар'єрі гравця була «Нью-Йорк Нікс», куди разом з Каттіно Моблі був обміняний на Зака Рендолфа та Марді Коллінса. Відіграв за команду з Нью-Йорка один сезон.
У лютому 2009 року повернувся до «Мілвокі Бакс», куди разом з Джеромом Джеймсом та Ентоні Роберсоном був обміняний на Ларрі Г'юза.
Останньою ж командою в кар'єрі гравця стала «Даллас Маверікс», до складу якої він приєднався 2009 року і за яку відіграв один сезон.

## Статистика виступів в НБА

### Регулярний сезон
| Сезон             | Команда                       | GP  | GS  | MPG  | FG%  | 3P%  | FT%  | RPG | APG | SPG | BPG | PPG  |
| ----------------- | ----------------------------- | --- | --- | ---- | ---- | ---- | ---- | --- | --- | --- | --- | ---- |
| 1997–98           | «Філадельфія Севенті-Сіксерс» | 77  | 48  | 23.1 | .447 | .363 | .740 | 3.7 | 1.2 | .7  | .2  | 11.0 |
| 1998–99           | «Філадельфія Севенті-Сіксерс» | 17  | 0   | 11.1 | .403 | .263 | .792 | 1.9 | .9  | .2  | .2  | 4.6  |
| 1998–99           | «Мілвокі Бакс»                | 33  | 26  | 18.9 | .495 | .327 | .614 | 2.8 | .9  | .7  | .3  | 8.5  |
| 1999–00           | «Мілвокі Бакс»                | 80  | 1   | 26.2 | .461 | .346 | .774 | 4.2 | 1.4 | .7  | .4  | 11.8 |
| 2000–01           | «Мілвокі Бакс»                | 76  | 16  | 27.4 | .430 | .412 | .771 | 4.1 | 1.8 | 1.0 | .6  | 12.6 |
| 2001–02           | «Мілвокі Бакс»                | 74  | 22  | 26.9 | .420 | .326 | .793 | 4.1 | 1.4 | .9  | .4  | 11.7 |
| 2002–03           | «Мілвокі Бакс»                | 80  | 70  | 29.5 | .443 | .366 | .780 | 4.9 | 1.3 | .9  | .6  | 13.3 |
| 2003–04           | «Мілвокі Бакс»                | 42  | 42  | 32.0 | .443 | .362 | .762 | 4.9 | 2.1 | 1.0 | .4  | 14.1 |
| 2003–04           | «Нью-Йорк Нікс»               | 24  | 23  | 31.1 | .452 | .406 | .813 | 4.8 | 1.4 | 1.0 | .2  | 15.8 |
| 2004–05           | «Нью-Йорк Нікс»               | 71  | 68  | 27.3 | .439 | .409 | .786 | 3.3 | 1.5 | .6  | .2  | 12.0 |
| 2005–06           | «Чикаго Буллз»                | 3   | 0   | 10.7 | .375 | .167 | .000 | 1.3 | .7  | .0  | .3  | 4.3  |
| 2005–06           | «Фінікс Санз»                 | 26  | 10  | 24.4 | .435 | .429 | .667 | 4.9 | .7  | .6  | .2  | 11.0 |
| 2006–07           | «Лос-Анджелес Кліпперс»       | 76  | 24  | 27.0 | .414 | .382 | .708 | 5.0 | 2.3 | .7  | .4  | 11.0 |
| 2007–08           | «Лос-Анджелес Кліпперс»       | 63  | 51  | 30.8 | .413 | .306 | .752 | 5.1 | 2.7 | .6  | .5  | 12.4 |
| 2008–09           | «Лос-Анджелес Кліпперс»       | 10  | 5   | 22.0 | .378 | .300 | .618 | 4.6 | 1.0 | .3  | .1  | 9.5  |
| 2008–09           | «Нью-Йорк Нікс»               | 36  | 1   | 21.5 | .461 | .421 | .806 | 3.1 | 1.3 | .6  | .3  | 9.6  |
| 2008–09           | «Чикаго Буллз»                | 18  | 0   | 14.1 | .400 | .442 | .700 | 2.3 | .7  | .3  | .0  | 5.8  |
| 2009–10           | «Даллас Маверікс»             | 18  | 1   | 15.8 | .462 | .372 | .875 | 2.3 | .8  | .6  | .1  | 7.5  |
| Усього за кар'єру | Усього за кар'єру             | 824 | 408 | 25.9 | .437 | .369 | .758 | 4.1 | 1.5 | .7  | .4  | 11.5 |

### Плей-оф
| Сезон             | Команда                       | GP | GS | MPG  | FG%  | 3P%  | FT%  | RPG | APG | SPG | BPG | PPG  |
| ----------------- | ----------------------------- | -- | -- | ---- | ---- | ---- | ---- | --- | --- | --- | --- | ---- |
| 1999              | «Філадельфія Севенті-Сіксерс» | 3  | 3  | 20.0 | .444 | .000 | .583 | 4.0 | .3  | .3  | .3  | 7.7  |
| 2000              | «Мілвокі Бакс»                | 5  | 0  | 28.4 | .492 | .333 | .824 | 4.8 | 2.0 | .2  | .8  | 15.4 |
| 2001              | «Мілвокі Бакс»                | 18 | 0  | 26.6 | .448 | .431 | .815 | 4.5 | 1.6 | .5  | .6  | 11.3 |
| 2003              | «Мілвокі Бакс»                | 6  | 5  | 31.8 | .462 | .571 | .719 | 4.8 | 1.3 | .5  | 1.0 | 17.8 |
| 2004              | «Нью-Йорк Нікс»               | 1  | 1  | 22.0 | .400 | .000 | .800 | 5.0 | 3.0 | .0  | .0  | 12.0 |
| 2006              | «Фінікс Санз»                 | 20 | 14 | 31.8 | .491 | .444 | .776 | 6.3 | 1.3 | .9  | .4  | 15.1 |
| 2009              | «Чикаго Буллз»                | 2  | 0  | 7.5  | .300 | .250 | .000 | 1.5 | .0  | .0  | .0  | 3.5  |
| Усього за кар'єру | Усього за кар'єру             | 55 | 23 | 28.1 | .468 | .436 | .772 | 5.1 | 1.4 | .6  | .5  | 13.3 |